# Копылов, Андрей Андреевич
Андре́й Андре́евич Копы́лов (род. 1965) — самбист и боец смешанного стиля из России тяжёлой весовой категории, наиболее известный своими выступлениями за организацию RINGS. По версии авторитетного сайта Sherdog Копылов по состоянию на конец ноября 2010 года входит в десятку лучших самбистов в смешанных единоборствах.

## Начало спортивного пути
Андрей Копылов родился в Свердловске в 1965 году.
До 17-ти лет серьёзно спортом он не увлекался. Он пробовал себя в баскетболе, волейболе, легкой атлетике, боксе. Однажды он познакомился с девушкой Людмилой, впоследствии ставшей его женой, у которой отец был мастером спорта по самбо, и он уговорил Андрея заняться САМБО.
Таким образом в 17 лет он впервые переступил порог борцовского зала. Первыми словами его тренера — знаменитого Александра Фёдорова — стали: «Ну, проходи, раздевайся». Андрей удивил всех тем, что все борцовские премудрости схватывал буквально на лету. Уже через несколько недель борясь с Фёдоровым, он сделал ему болевой на ногу. Тренер сказал ему тогда: «Гордись, ты сделал болевой чемпиону мира по САМБО».
Через 3 месяца Копылова решили отправить на соревнования. Это было первенство СССР среди юношей в 1983 году. Андрей поехал туда один без тренера. И каково, было у всех удивление, когда он вернулся оттуда с серебряной медалью, он занял 2-е место. До сих пор Андрей считает этот турнир самым главным в своей жизни. После этого он стал бронзовым призёром среди юношей. И в 1985 стал чемпионом спартакиады народов России.
В 1986 году он поехал на спартакиаду народов СССР в город Минск. Выиграть на спартакиаде народов, считалось престижней, чем чемпионат СССР по САМБО. Копылов легко дошёл до финала, где встречался с борцом Ричардасом Роцявичюсом, которому проиграл в финале.
В 1987 на чемпионате СССР по борьбе САМБО, он опять встретился с Роцявичюсом и чисто выиграл у него за 3 минуты. На этом чемпионате Андрей занял второе место.
В 1988 году Андрей выступал на чемпионате СССР по САМБО. За три дня перед чемпионатом он получил травму и бороться ему было очень тяжело, и Копылов занял только 3-е место.
Весь 1989 и 1991 год были очень неудачными для Андрея Копылова. Частые сгонки веса, а ему приходилось раз 5 в год сгонять по 13…14 кг, совершенно вымотали его. Однажды во время боя он даже упал в обморок. После этого он принял решение перейти в супер тяжелую категорию. Это оказалось правильным решением.
В 1991 году он выиграл и спартакиаду народов СССР и чемпионат СССР. После этого для Копылова главной целью стало стать чемпионом мира по борьбе САМБО. Но из-за распада СССР, федерация САМБО развалилась на несколько организаций, начались интриги, угрозы. На чемпионат мира в Канаду ему предлагали ехать за свой счет, а денег естественно не было. В конце 1991 года Андрею предлагали стать профессионалом в лиге RINGS. Он отказался тогда, все ещё надеясь выступить на чемпионате мира по борьбе САМБО.
Но когда стало ясно, что на чемпионат ему не попасть, в 1992 году он заключил контракт с RINGS.

## Выступления в RINGS
Молодая японская организация RINGS стремилась набрать популярность. Для этого помимо японских бойцов для участия стали приглашать и зарубежных. Первым из российских бойцов стал Волк-хан. Техника самбо, демонстрируемая им, понравилась зрителям, и были приглашены другие самбисты: Андрей Копылов и Николай Зуев.
В апреле 2000 года на турнире Millennium Combine 1 Копылов встречался с бразильцем Рикардо Ароной. По ходу, Арона полностью владел преимуществом, как в стойке, так и в партере. Ароне удалось взять Копылова на удушение сзади, однако досрочной победы не получилось. Копылов провёл бой преимущественно в защите. Судьи единогласно отдали победу бразильцу.
В августе того же года на турнире Millennium Combine 3 Копылов уступил единогласным решением американскому ветерану UFC Дэну Северну.
Андрей не выиграл ни одного турнира в RINGS, однако в 1995 году одержал яркие победы болевыми приёмами над сильным борцом из Бразилии Кастелло Бранком (16 секунд), кикбоксером из Нидерландов Рикардо Фиеста (8 секунд).

## Выступления в Pride
Свой последний бой в профессиональной карьере Копылов провёл против бразильца Марио Сперри на турнире PRIDE 22 под эгидой Pride Fighting Championships, проиграв техническим нокаутом из-за рассечения.

## Результаты в MMA
В MMA Андрей Копылов провёл 19 боёв, большинство из которых он проиграл.

## Личная жизнь
Андрей женат на Людмиле Копыловой и имеет дочь.